# Polyphyllia novaehiberniae
Polyphyllia novaehiberniae — вид коралових поліпів родини Fungiidae. 

## Поширення
Вид поширений у тропічних та субтропічних водах на заході Тихого океану на глибині до 15 м. 

## Опис
Утворюють вільноживучі колонії неправильної форми. Колонія коричневого забарвлення, до 38 см завдовжки. Ці корали живуть у симбіозі з одноклітинними водоростями- зооксантелами.